# Marsia (rivista)
Marsia è stata una rivista di critica e letteratura, che fu pubblicata a Roma tra il 1957 e il 1959. La redazione era composta da Manlio Barberito, Luigi de Nardis, Alessandro Dommarco, Ariodante Marianni, Enzo Mazza. Tra i collaboratori vi figuravano: Giovanni Giudici, Emerico Giachery, Eurialo De Michelis, Ornella Sobrero, Alberico Sala, Giuseppe Cassieri, Andrea Zanzotto, Sergio Solmi, Attilio Bertolucci, Mario Picchi, Vittorio Sereni, Ferruccio Ulivi.
Secondo il giudizio di Antonio Barbuto, la rivista ha occupato «un posto di reale decoro culturale, benché ignorata nelle storie della letteratura secondonovecentesca e persino nei consuntivi dedicati ai "cento anni di riviste".  Resta però un documento, con una sua particolare fisionomia, d'un momento significativo delle vicende dell'attività culturale nell'Italia della seconda metà degli anni Cinquanta, che si colloca in quell'area di ricerca e di rinnovamento contenutistico e formale che caratterizzò larghi settori delle patrie lettere [...] cercando di rimanere fedele a una nozione alta di letteratura senza le false retoriche delle verità impossibili».